# 小峡街道
小峡街道，是中华人民共和国青海省海东市平安区下辖的一个乡镇级行政单位。
2021年11月29日，青海省人民政府批准小峡镇撤镇设街道。

## 行政区划
小峡街道下辖以下地区：
小峡镇社区、下店村、西上庄村、红土庄村、王家庄村、卅里铺村、上店村、百草湾村、上红庄村、下红庄村、柳湾村、石家营村和古城崖村。